# Erigeron leiolepis
Erigeron leiolepis là một loài thực vật có hoa trong họ Cúc. Loài này được Solbrig mô tả khoa học đầu tiên năm 1955.